# Psycho
Psycho er en amerikansk gyserfilm fra 1960. Filmen er skabt af instruktøren Alfred Hitchcock med manuskript af Joseph Stefano, og den handler om en psykotisk morder. Filmen er blevet anset for en af de mest uhyggelige film nogensinde.  Den er baseret på bogen af samme navn skrevet af Robert Bloch, som igen var inspireret af forbrydelserne begået af Wisconsin-morderen Ed Gein.

## Medvirkende
- Anthony Perkins – Norman Bates
- Janet Leigh – Marion Crane
- Martin Balsam – Milton Arbogast, politimand
- John Gavin – Sam Loomis
- Vera Miles – Lila Crane
- Simon Oakland – Dr. Fred Richmond
- John McIntire – Al Chambers, sherif
- Frank Albertson – Tom Cassidy
- Patricia Hitchcock – Caroline
- Ted Knight – Politimand

## Baggrund
Hitchcock havde årene forinden set, hvordan forholdsvis billige sort-hvide gysere i form af de såkaldte b-film havde haft pæne biografsuccesser og tjent en masse penge ind til producenterne. Hitchcock troede derfor på, at hvis han lavede en gyser, så kunne det ikke undgås at blive en stor succes. Han søgte på mange måder at holde omkostningerne nede, og budgettet på $800.000 var også for den tid meget beskedent. For at holde budgettet benyttede han det filmhold, han ellers brugte til de meget billigere tv-produktioner, han årene forinden også havde haft stor succes med. Valget af sort-hvid var ligeledes med til at holde omkostningerne nede.

## Premieren
Da filmen fik premiere, gjorde Hitchcock et stort nummer ud af, at ingen måtte få adgang til biografsalen, når først filmen var sat i gang. Dette var gjort, fordi Hitchcock mente, at filmen havde et så overraskende twist, at man ikke kunne miste noget af handlingsgangen, hvis man skulle have den fulde effekt ud af handlingen. Hitchcock bad i øvrigt også sit publikum om ikke at fortælle handlingen til andre, efter at de havde set den, og anmelderne fik først lov til at anmelde filmen på premieredagen, hvor det normalt var standard, at filmen anmeldtes før. Dette blev også gjort for ikke at afsløre den uventede handlingsgang.